# Catoptridae
De Catoptridae is een familie uit de superfamilie Portunoidea van de infraorde krabben (Brachyura).

## Systematiek
De Catoptridae omvat volgende geslachten: 
- Catoptrus A. Milne-Edwards, 1870
- Libystes A. Milne-Edwards, 1867